# 1293 dans les croisades
- Mamelouks :         Al-Ashrâf Salah ad-Dîn Khalil ben Qala'ûn, An-Nâsir Muhammad ben Qalâ'ûn

Cette page regroupe les évènements concernant les Croisades qui sont survenus en 1293 :
- 7 janvier : Héthoum II, roi d'Arménie abdique en faveur de son frère Thoros III[1].
- fin d'année : Thoros III, roi d'Arménie rappelle son frère Héthoum II. Les deux gouvernent de concert[2].